# 王彬 (宋朝)
王彬（?—?），福州长乐人，一说光州固始人，宋朝政治人物。
他的祖父王彦英、父亲王仁侃全族入高丽，曾相继执国政。王彬十八岁，以外国生宾贡入太学。宋太宗淳化三年（992年）中进士，授校书郎，任雍丘尉，迁秘书省著作佐郎通判筠州，知汀州、抚州，抚州百姓李甲、饶英依仗自己有钱武断乡曲，县不能制。有人控告李甲咒骂朝廷，于是鞫问，搜查其家，发现所藏兵械、龙凤饰等，诛李甲；饶英曾经强夺他人妻儿，发配岭南；州内安宁。天圣八年（1030年）四月甲午为河北转运使。属吏马崇正是章献太后姻家，自恃为皇戚，豪横不法，王彬揭发他的奸赃，将他处罚。忤意章献太后，徙京东路，又徙河东路、陕西路。终官太常少卿。